# A.M. Best Company
A.M. Best Company ist eine US-amerikanische Rating-Agentur mit Sitz in Oldwick, Hunterdon County. Sie ist eine durch die US-Börsenaufsichtsbehörde SEC anerkannte Nationally Recognized Statistical Rating Organization (NRSRO), die sich auf den Versicherungssektor spezialisiert hat.
A.M. Best unterhält Büros in London, Hongkong und Washington, D.C.

## Geschichte
Die Firma wurde 1899 durch Alfred M. Best in New York gegründet. Das Unternehmen, das sich vollständig in Privatbesitz befindet, änderte seinen Firmensitz 1965 nach Morristown. Den Firmensitz in Oldwick bezog das Unternehmen 1974, seit 2005 ist es als NRSRO anerkannt.